# 조기영
조기영(1968년 6월 24일~)은 대한민국 시인이다. 전라북도 정읍 출생이다.
경희대학교 국제캠퍼스 중어중문학과를 졸업하였다.
2005년 10월 9일에 같은 과 후배인 KBS 아나운서 고민정과 결혼하였다.

## 학력
- 경희대학교 국제캠퍼스 중어중문학과

## 시집
- 2000년 4월 10일 '사람은 가고 사랑은 남는다'
- 2013년 9월 30일 '달의 뒤편'
- 2017년 5월 22일 '당신이라는 바람이 내게로 불어왔다'

## 가족
- 배우자: 고민정
- 자녀: 1남 1녀(아들 조은산, 딸 조은설)